# Hakone-Seilbahn

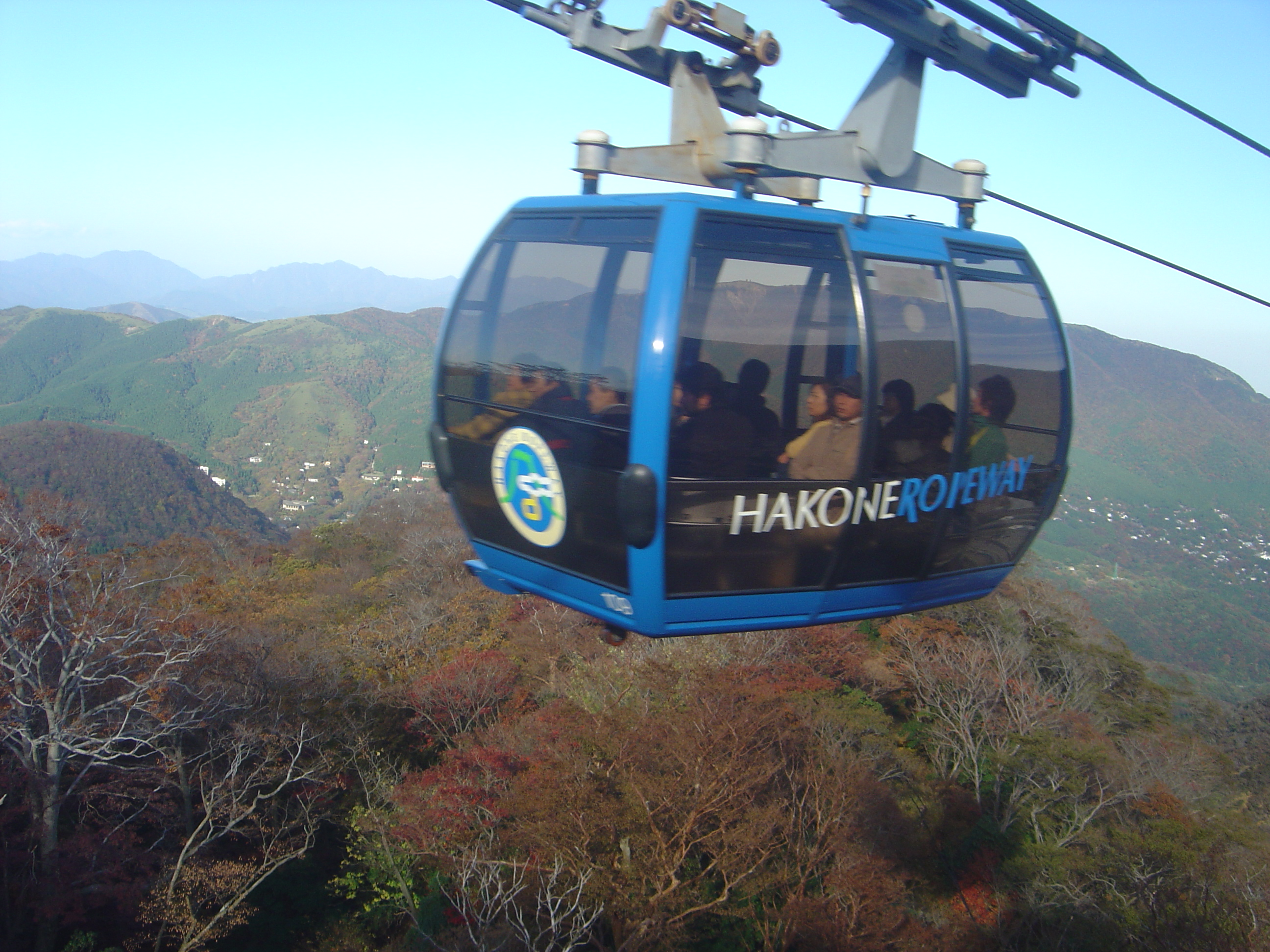
Die aktuelle Funitel

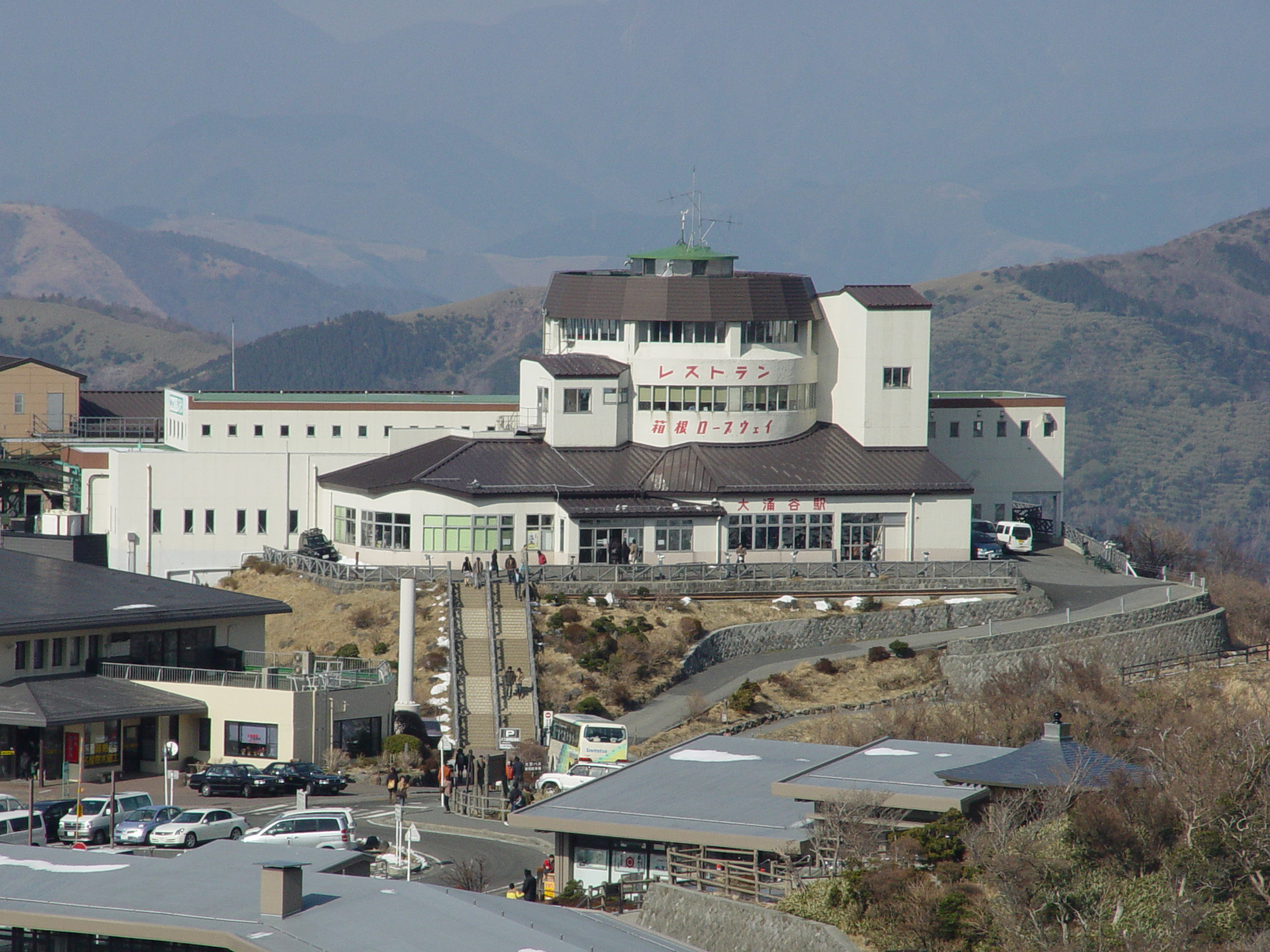
Seilbahnstation Ōwakudani

Die Hakone-Seilbahn (jap. 箱根ロープウェイ, Hakone Rōpuwei, engl. Hakone Ropeway) ist eine Luftseilbahn in Japan. Sie befindet sich auf dem Gebiet der Gemeinde Hakone in der Präfektur Kanagawa. Das Funitel-System verbindet innerhalb des Hakone-Vulkans Sōunzan mit Ōwakudani und Tōgendai. Betreiberin ist die Hakone Rōpuwei Kabushiki-gaisha (箱根ロープウェイ株式会社), eine 100-prozentige Tochtergesellschaft der Odakyu Hakone Holdings innerhalb der Odakyu Group.

## Lage und Strecke
Die Luftseilbahn ist ein wichtiger Teil der Sightseeing-Route zwischen Odawara und dem Ashi-See. So beginnt in Odawara die Hakone-Tozan-Linie, die in Hakone endet und Anschluss an die Hakone Tozan Cable Car bietet. Diese Standseilbahn wiederum hat ihren Endpunkt bei der Station Sōunzan. Von dort aus führt die Luftseilbahn über das vulkanische Ōwakudani-Tal zum Ashi-See. Erbauer der Anlage ist das Schweizer Unternehmen CWA Constructions, das zur Doppelmayr/Garaventa-Gruppe gehört.

### Sōunzan und Ōwakudani
Die Talstation liegt in Sōunzan (早雲山, 767 m T.P.), wo Anschluss an die Standseilbahn besteht. Die erste Sektion der Luftseilbahn führt zur Bergstation Ōwakudani (大涌谷, 1044 m T.P.). Bis 2001 wurde sie in Form einer Gondelbahn betrieben, bevor man sie 2002 durch eine Funitel ersetzte. Die Seillänge beträgt 1,5 Kilometer, wobei die Bahn einen Höhenunterschied von 281 Metern überwindet. Sie bewegt sich mit einer Geschwindigkeit von 5 m/s (18 km/h) fort und besitzt 18 Kabinen, wovon jede 18 Personen fasst. Die Bergstation befindet sich direkt im Besucherzentrum von Ōwakudani.

### Ubako und Tōgendai
Von Ōwakudani aus führt die zweite Sektion über die Mittelstation Ubako (姥子, 878 m T.P.) nach Tōgendai (桃源台, 740 m T.P.), der westlichen Talstation. Bis 2006 bestand auch hier eine Gondelbahn, die man im folgenden Jahr ebenfalls durch eine Funitel ersetzte. Die Seillänge beträgt 2,5 Kilometer, der Höhenunterschied 298 Meter. 30 Kabinen mit Platz für jeweils 18 Personen erreichen ebenfalls eine Geschwindigkeit von 5 m/s. Die Talstation Tōgendai liegt am nördlichen Ende des Ashi-Sees, in unmittelbarer Nähe der gleichnamigen Schiffanlegestelle.

## Daten

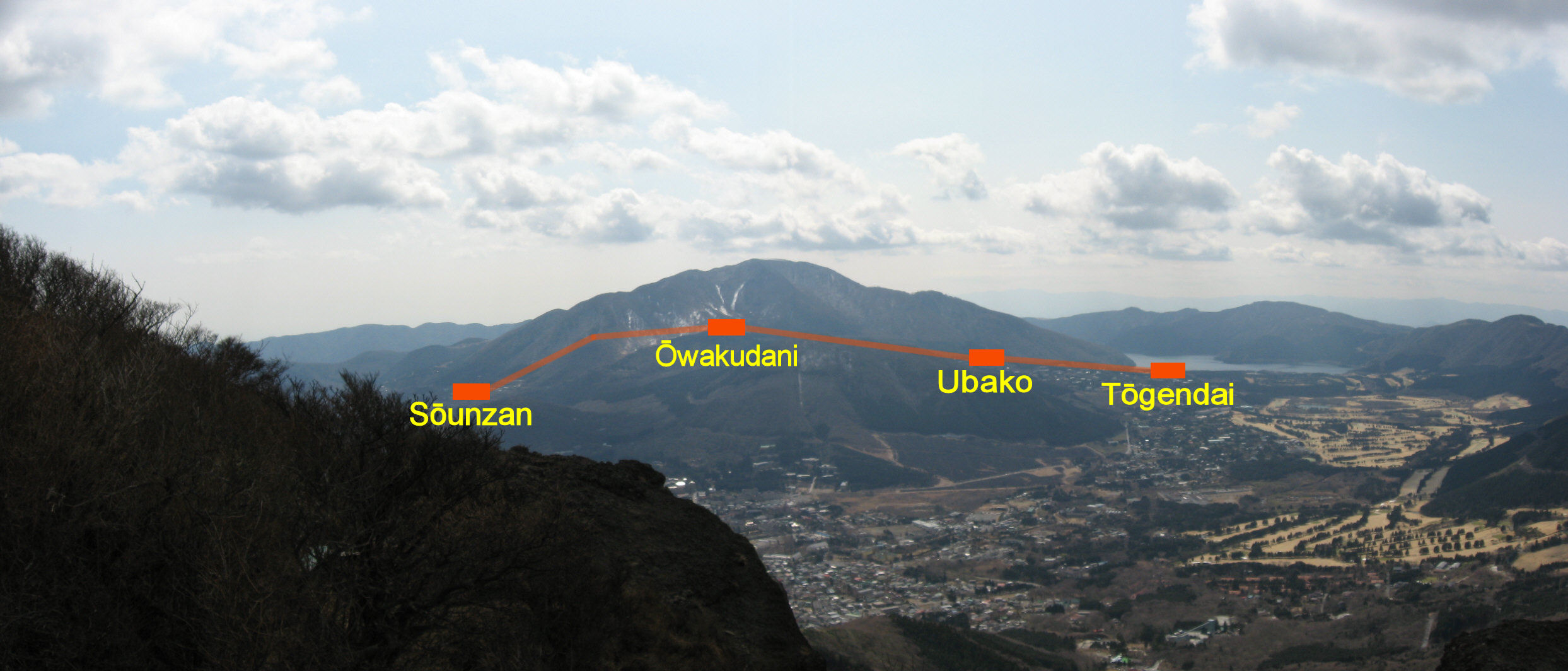
Verlauf

| [ 1 ]            | Sōunzan–Ōwakudani                         | Ōwakudani–Tōgendai                        |
| ---------------- | ----------------------------------------- | ----------------------------------------- |
| System           | Funitel (seit 2002) Gondelbahn (bis 2001) | Funitel (seit 2007) Gondelbahn (bis 2006) |
| Länge            | 1512 m                                    | 2516                                      |
| Höhenunterschied | 281 m                                     | 298 m                                     |
| Max. Neigung     | 25°33′                                    | 19°42′                                    |
| Geschwindigkeit  | 5,0 m/s                                   | 5,0 m/s                                   |
| Kapazität        | 1440 Personen/h                           | 1440 Personen/h                           |
| Kabinen          | 18 (je 18 Personen)                       | 30 (je 18 Personen)                       |

## Geschichte

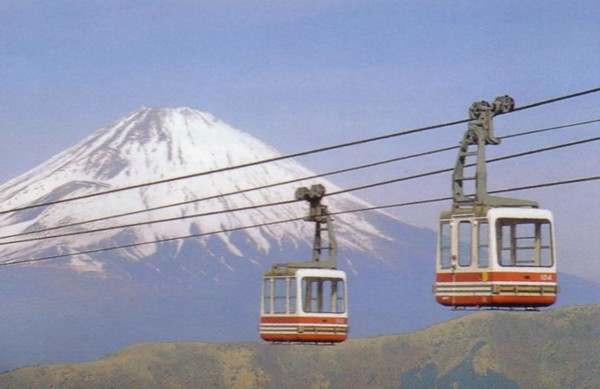
Ehemalige Gondelbahn vor dem Neubau, mit dem Vulkan Fuji im Hintergrund

Die Seilbahn wurde am 6. Dezember 1959 zwischen Sōunzan und Ōwakudani eröffnet, am 7. September 1960 folgte das Teilstück zwischen Ōwakudani und Tōgendai. Sie war in Form einer durchgehenden Gondelbahn erbaut worden und damals mit über 4 km Länge eine der längsten Seilbahnen der Welt. Rund vier Jahrzehnte später entsprach die Anlage nicht mehr den modernen Bedürfnissen, zumal ihre Kapazität vergleichsweise gering war. So fiel der Beschluss, die Gondelbahn durch eine Funitel mit zwei eigenständigen Sektionen zu ersetzen. Nach jeweils einjähriger Umbauzeit wurde der Betrieb auf dem Teilstück Sōunzan–Ōwakudani am 1. Juni 2002 wiederaufgenommen, genau fünf Jahre später auch auf dem Teilstück Ōwakudani–Tōgendai. Nach der Hashikurasan-Seilbahn ist die Hakone-Seilbahn die zweite Funitel in Japan.
2008 erhielt die Hakone-Seilbahn das Zertifikat für die verkehrsreichste Seilbahn der Welt, auf Basis der verkauften Tickets. In den darauf folgenden Jahren holte sich die Seilbahn erneut den Rekord. So fuhren zwischen April 2012 und März 2013 über 2,1 Millionen Passagiere mit der Bahn.